# 사차인치
사차인치(sacha inchi, sacha peanut, mountain peanut, Inca nut, 학명: Plukenetia volubilis)는 열대 남아메리카, 카리브해 원산의 삼나무과 다년생살이 식물이다. 사차인치의 씨앗은 견과류로, 주로 씨앗을 얻기 위해 재배되며 동남아시아, 특히 태국에서 널리 재배된다. 씨앗과 잎은 독성이 있지만 이 성분은 가열 후에는 독성이 사라져 식용할 수 있다.
사차인치는 대사 과정에서 지질의 영향을 감소시키는 효과가 있다. 사차인치 오일에는 오메가-3 지방산과 오메가-6 지방산이 풍부한데, 오메가-6 지방산이 오메가-3 지방산과 적절한 비율을 갖고 있어 오메가-3 지방산을 섭취하기에 좋은 식품이다.